# Mistrovství světa ve fotbale klubů 2012
Mistrovství světa ve fotbale klubů 2012 se hrálo od 6. do 16. prosince 2012 v Japonsku a bylo 9. ročníkem tohoto turnaje. Vítězem se stal tým SC Corinthians Paulista, který ve finále porazil Chelsea FC 1:0.

## Kvalifikované týmy
| Tým                          | Konfederace | Způsob kvalifikace                 |
| ---------------------------- | ----------- | ---------------------------------- |
| Kvalifikováni do semifinále  |             |                                    |
| Chelsea FC                   | UEFA        | Vítěz Ligy mistrů UEFA 2011/12     |
| SC Corinthians Paulista      | CONMEBOL    | Vítěz Copa Libertadores 2012       |
| Kvalifikováni do čtvrtfinále |             |                                    |
| CF Monterrey                 | CONCACAF    | Vítěz Ligy mistrů CONCACAF 2011/12 |
| Ulsan HD FC                  | AFC         | Vítěz Ligy mistrů AFC 2012         |
| Al-Ahly SC                   | CAF         | Vítěz Ligy mistrů CAF 2012         |
| Kvalifikováni do osmifinále  |             |                                    |
| Auckland City FC             | OFC         | Vítěz Ligy mistrů OFC 2011/12      |
| Sanfrecce Hirošima           | Hostitel    | Vítěz J. League Division 1 2012    |

## Zápasy
Všechny časy jsou v UTC+9.

### Osmifinále
| 6. prosince 2012 19:45 |        |               |                                                         |
| Sanfrecce Hirošima     | 1:0    | Auckland City | International Stadium Yokohama, Jokohama diváci: 25 174 |
| Aojama 66'             | Report |               | International Stadium Yokohama, Jokohama diváci: 25 174 |

### Čtvrtfinále
| 9. prosince 2012 16:00 |        |                            |                                                              |
| Ulsan HD FC            | 1:3    | CF Monterrey               | Toyota Stadium, Tojota diváci: 20 353 rozhodčí: Cüneyt Çakιr |
| Lee Keun-Ho 88'        | Report | Corona 9' Delgado 77', 84' | Toyota Stadium, Tojota diváci: 20 353 rozhodčí: Cüneyt Çakιr |

| 9. prosince 2012 19:30 |        |                         |                                                             |
| Sanfrecce Hirošima     | 1:2    | Al-Ahly                 | Toyota Stadium, Tojota diváci: 27 314 rozhodčí: Carlos Vera |
| Satō 32'               | Report | Hamdy 15' Aboutrika 57' | Toyota Stadium, Tojota diváci: 27 314 rozhodčí: Carlos Vera |

### O 5. místo
| 12. prosince 2012 16:30         |        |                            |                                       |
| Ulsan HD FC                     | 2:3    | Sanfrecce Hirošima         | Toyota Stadium, Tojota diváci: 17 581 |
| Mizumoto 17' (vl.) I Jong 90+5' | Report | Jamagiši 35' Satō 56', 72' | Toyota Stadium, Tojota diváci: 17 581 |

### Semifinále
| 12. prosince 2012 19:30 |        |                         |                                       |
| Al-Ahly                 | 0:1    | SC Corinthians Paulista | Toyota Stadium, Tojota diváci: 31 417 |
|                         | Report | Guerrero 30'            | Toyota Stadium, Tojota diváci: 31 417 |

| 13. prosince 2012 19:30 |        |                                      |                                                         |
| CF Monterrey            | 1:3    | Chelsea FC                           | International Stadium Yokohama, Jokohama diváci: 36 648 |
| De Nigris 90+1'         | Report | Mata 17' Torres 46' Chávez 48' (vl.) | International Stadium Yokohama, Jokohama diváci: 36 648 |

### O 3. místo
| 16. prosince 2012 16:30 |        |                       |                                                         |
| Al-Ahly                 | 0:2    | CF Monterrey          | International Stadium Yokohama, Jokohama diváci: 56 301 |
|                         | Report | Corona 3' Delgado 66' | International Stadium Yokohama, Jokohama diváci: 56 301 |

### Finále
| 16. prosince 2012 19:30 |        |            |                                                         |
| SC Corinthians Paulista | 1:0    | Chelsea FC | International Stadium Yokohama, Jokohama diváci: 68 275 |
| Guerrero 69'            | Report |            | International Stadium Yokohama, Jokohama diváci: 68 275 |

## Konečné pořadí
| Poř. | Tým                     | Konfederace | Z | V | R | P | VG | IG | +/− |
| ---- | ----------------------- | ----------- | - | - | - | - | -- | -- | --- |
| 1.   | SC Corinthians Paulista | CONMEBOL    | 2 | 2 | 0 | 0 | 2  | 0  | +2  |
| 2.   | Chelsea FC              | UEFA        | 2 | 1 | 0 | 1 | 3  | 2  | +1  |
| 3.   | CF Monterrey            | CONCACAF    | 3 | 2 | 0 | 1 | 6  | 4  | +2  |
| 4.   | Al-Ahly SC              | CAF         | 3 | 1 | 0 | 2 | 2  | 4  | −2  |
| 5.   | Sanfrecce Hirošima      | AFC         | 3 | 2 | 0 | 1 | 5  | 4  | +1  |
| 6.   | Ulsan HD FC             | AFC         | 2 | 0 | 0 | 2 | 3  | 6  | −3  |
| 7.   | Auckland City           | OFC         | 1 | 0 | 0 | 1 | 0  | 1  | −1  |

## Vítěz
| Mistrovství světa ve fotbale klubů 2012 SC Corinthians Paulista 2. titul Cássio, Alessandro , Chicão, Paulo André, Fábio Santos, Ralf, Paulinho, Emerson, Danilo, Jorge Henrique, Paolo Guerrero, Juan Manuel Martínez, Wallace Trenér: Tite |